# Cornelius Dane
Cornelius Dane (* 27. Januar 1956 in Bad Schwartau; † 29. Dezember 2004 in Stuttgart) war ein deutscher Schauspieler.
Dane wirkte in den Fernsehproduktionen Kammerflimmern, fabrixx, Welcome to Estonia und David im Wunderland mit. Er starb an einem Herzinfarkt auf der Bühne.